# باب فتوى
باب فتوى أو باب شيخ الإسلام أو باب المشيخة (بالتركية الحديثة:Bab-ı fetva) هو المكان الذي يقيم فيه شيخ الإسلام العثماني، ولم يكن يوجد مكان رسمي يمارس فيه شيخ الإسلام مهامه، وعندما ألغيت الإنكشارية أصبح باب آغا الانكشارية هو المقر الرسمي لشيخ الإسلام.